# Lijst van weg- en veldkapellen in Gennep
Dit is een lijst van veldkapellen in de gemeente Gennep. Kapelletjes komen vooral in het zuiden van Nederland voor en werden dikwijls gebouwd ter verering van een heilige.
| Kapel                               | Adres                                  | Plaats          | Bouwperiode | Architect     | Foto                                     |
| ----------------------------------- | -------------------------------------- | --------------- | ----------- | ------------- | ---------------------------------------- |
| Mariakapel                          | Touwslagersgroes                       | Gennep          | 1938        |               |                                          |
| Mariakapel                          | hoek Hommersummerweg-Siebengewaldseweg | Heijen          | 1956        | Peter Roovers | Veldkapel Maria in Heijen                |
| Sint-Antonius Abtkapel              | Vensestraat 66                         | Ven-Zelderheide | 16e eeuw    |               | Sint-Antonius Abtkapel (Ven-Zelderheide) |
| Sint-Antoniuskapel, Landgoed Zelder | Zelder 2                               | Ven-Zelderheide | ca. 1600    |               | Kapel Zelder                             |

Beek ·
Beekdaelen ·
Beesel ·
Bergen ·
Brunssum ·
Echt-Susteren ·
Eijsden-Margraten ·
Gennep ·
Gulpen-Wittem ·
Heerlen ·
Horst aan de Maas ·
Kerkrade ·
Landgraaf ·
Leudal ·
Maasgouw ·
Maastricht ·
Meerssen ·
Mook en Middelaar ·
Nederweert ·
Peel en Maas ·
Roerdalen ·
Roermond ·
Simpelveld ·
Sittard-Geleen ·
Stein ·
Vaals ·
Valkenburg aan de Geul ·
Venlo ·
Venray ·
Voerendaal ·
Weert